# Uwe Reichmeister
Uwe Reichmeister ist ein deutscher Kinderdarsteller.
Uwe Reichmeister hatte 1965 im Kriminalfilm Mordnacht in Manhattan seine erste Kinderrolle als „Billy“. In der Serie Unser Pauker spielte er „Ricky“. Insgesamt spielte er bis 1972 in 13 Film- und Fernsehproduktionen mit. Lediglich 1981 spielte er noch in einer Folge von Der Fuchs von Övelgönne mit.

## Filmografie (Auswahl)
- 1965: Mordnacht in Manhattan
- 1965–1966: Unser Pauker (Fernsehserie, 20 Folgen)
- 1967: Landarzt Dr. Brock (Fernsehserie, eine Folge)
- 1967: Rheinsberg
- 1969: Komische Geschichten mit Georg Thomalla (Fernsehserie, eine Folge)
- 1969: Charley’s Onkel
- 1969: Asternplatz 10 Uhr 6
- 1969: Die Flucht nach Ägypten
- 1970: Heintje – Einmal wird die Sonne wieder scheinen
- 1970: Miss Molly Mill (Fernsehserie, eine Folge)
- 1970: Startsprünge – Die Geschichte einer Meisterschwimmerin (Fernsehserie, 2 Folgen)
- 1972: Der Fall Opa
- 1972: Das Jahrhundert der Chirurgen (Fernsehserie, eine Folge)
- 1981: Der Fuchs von Övelgönne (Fernsehserie, eine Folge)